# Etničke grupe Angvile
Etničke grupe Angvile: 13,000 stanovnika (UN Country Population; 2008), 5 naroda
- Afroangvilci, 12,000
- Angloamerikanci, 300
- Britanci, 300
- Indopakistanci, 100
- Kinezi, 200